# Tell Arpachiyah
Tell Arpachiyah (non loin de Mossoul moderne dans le gouvernorat de Ninive en Irak ) est un site archéologique préhistorique qui tire son nom d'un village plus récent situé à environ 6,4 kilomètres de Ninive. Le nom propre du monticule sur lequel se trouve le site est Tepe Reshwa, un petit tell d'un diamètre maximal de 67 mètres et une hauteur maximale de 5,5 mètres. Le site complet a un diamètre d'environ 25 mètres.

## Histoire de la recherche archéologique
Après être découvert par Reginald Campbell Thompson en 1928, Tell Arpachiyah est fouillé par Max Mallowan et John Cruikshank Rose pour la British School of Archaeology in Iraq, avec Agatha Christie, en 1933. En1976, des sondages supplémentaires ont été menésoù plusieurs structures de la période de Halaf ont été découvertes, notamment le tholoi et la « Maison brûlée ». Un ensemble de poteries et de sceaux typique de la période de Halaf a également été trouvé, ainsi que des sépultures de la période d'Obeïd,,.

La Maison brûlée est probablement la dernière d'une série de lieux où se produit l'échange d'obsidienne dans un contexte social formalisé. C'est dans ce rôle qu'Arpachiyah se place en tant que centre de distribution régionale. La destruction de la Maison brûlée peut avoir été un acte rituel délibéré.

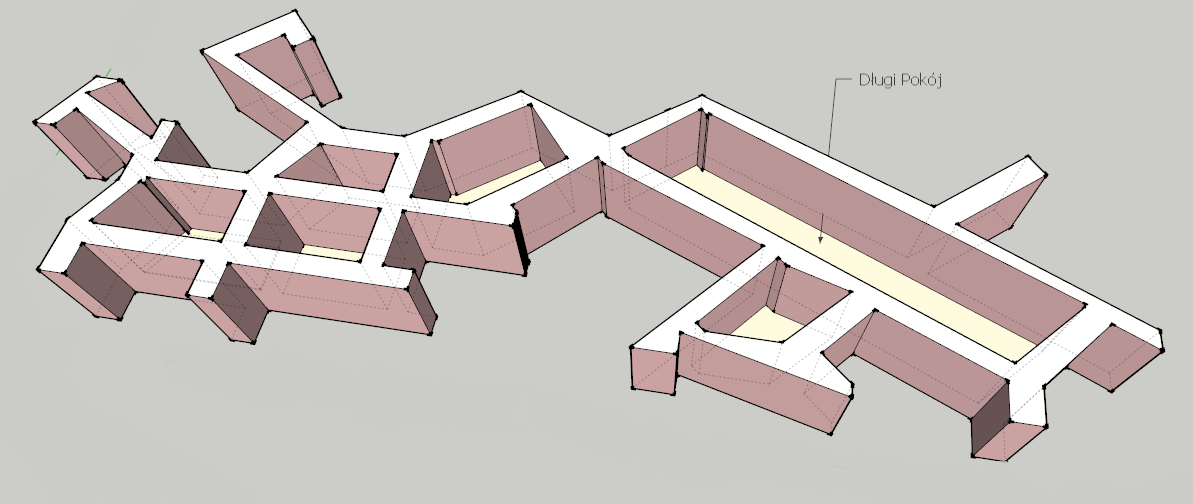
Maison brûlée à Tell Arpachiyah (culture Halaf) Reconstruction 3D

## Histoire de l'occupation
Le site était occupé aux périodes Halaf et Obeïd et semble avoir été un haut lieu de fabrication de poterie. Les poteries qui y sont récupérées constituent la base de la chronologie interne de la période Halaf. 